# Sogn og Fjordane
Sogn og Fjordane is een voormalige provincie van Noorwegen met Leikanger als hoofdstad. De provincie grensde aan Møre og Romsdal, Oppland, Buskerud en Hordaland.
De naam Sogn og Fjordane werd ingevoerd in 1919 en verwijst naar de drie regio's van de provincie: Sogn, Nordfjord en Sunnfjord. Fjordane is een Noorse meervoudsvorm van fjord. Tot 1919 heette de provincie Nordre Bergenhus amt. Ze ontstond uit Bergenhus amt, gesticht in 1662, dat in 1763 verdeeld werd in een noordelijk (nordre) deel (later Sogn og Fjordane) en een zuidelijk deel (later de provincie Hordaland).
Op 3 februari 2017 keurde de provincieraad het voorstel goed om de provincie te laten fuseren met Hordaland. Op 1 januari 2020 zag de nieuwe provincie Vestland (Westland) het daglicht. De fusieprovincies deelden sinds 1 januari 2019 al een fylkesmann, Lars Sponheim, een oud-minister van Venstre. Voor de verkiezingen van het Noorse parlement bleef de oude provincie nog wel bestaan als kiesdistrict.

## Provinciewapen
Het provinciewapen dateert uit 1983. De drie blauwe punten verwijzen naar de drie fjorden in de provincie: (Nordfjord, Sogn en Sunnfjord).

## Geografie
Sogn og Fjordane was voornamelijk een landelijke provincie, zonder grote plaatsen. Het is een relatief dunbevolkt gebied. De grootste gletsjer van het Noorse vasteland, Jostedalsbreen, en het diepste meer, Hornindalsvatnet liggen beide in de provincie. Sogn og Fjordane heeft een aantal watervallen, waaronder Ramnefjellsfossen en Vettisfossen. Jotunheimen is een natuurgebied. Gebergten in Sogn og Fjordane zijn Breheimen en Hurrungane.

## Cultuur
Sogn og Fjordane was de enige provincie in Noorwegen waar alle gemeenten Nynorsk als officiële taal gebruiken.
In de gemeente Luster staat de beroemde Staafkerk van Urnes, die op de Werelderfgoedlijst van UNESCO staat.

## Bestuurlijke indeling

### Gemeenten
Sogn og Fjordane bestond uit 26 gemeenten:
| 1. Årdal 2. Askvoll 3. Aurland 4. Balestrand 5. Bremanger 6. Eid 7. Fjaler 8. Flora 9. Førde 10. Gaular 11. Gloppen 12. Gulen 13. Hornindal | 1. Høyanger 2. Hyllestad 3. Jølster 4. Lærdal 5. Leikanger 6. Luster 7. Naustdal 8. Selje 9. Sogndal 10. Solund 11. Stryn 12. Vågsøy 13. Vik |

### Fusies in 2020
Bij de opheffing van de provincie werd de gemeente Balestrand opgeheven en samen met de eveneens opgeheven gemeente Leikanger grotendeels opgenomen in Sogndal. Alleen de plaats Nessane werd opgenomen in de gemeente Høyanger. Flora ging samen met het grootste deel van de gemeente Vågsøy een nieuwe gemeente met de naam Kinn vormen. Alleen de plaats Bryggja werd opgenomen in een eveneens nieuwgevormde gemeente Stad, waar verder de gemeenten Eid en Selje in opgingen. Førde, Gaular, Jølster en Naustdal fuseerden tot de gemeente Sunnfjord en Hornindal ging op in de gemeente Volda, in de provincie Møre og Romsdal.

## Verkeer en vervoer

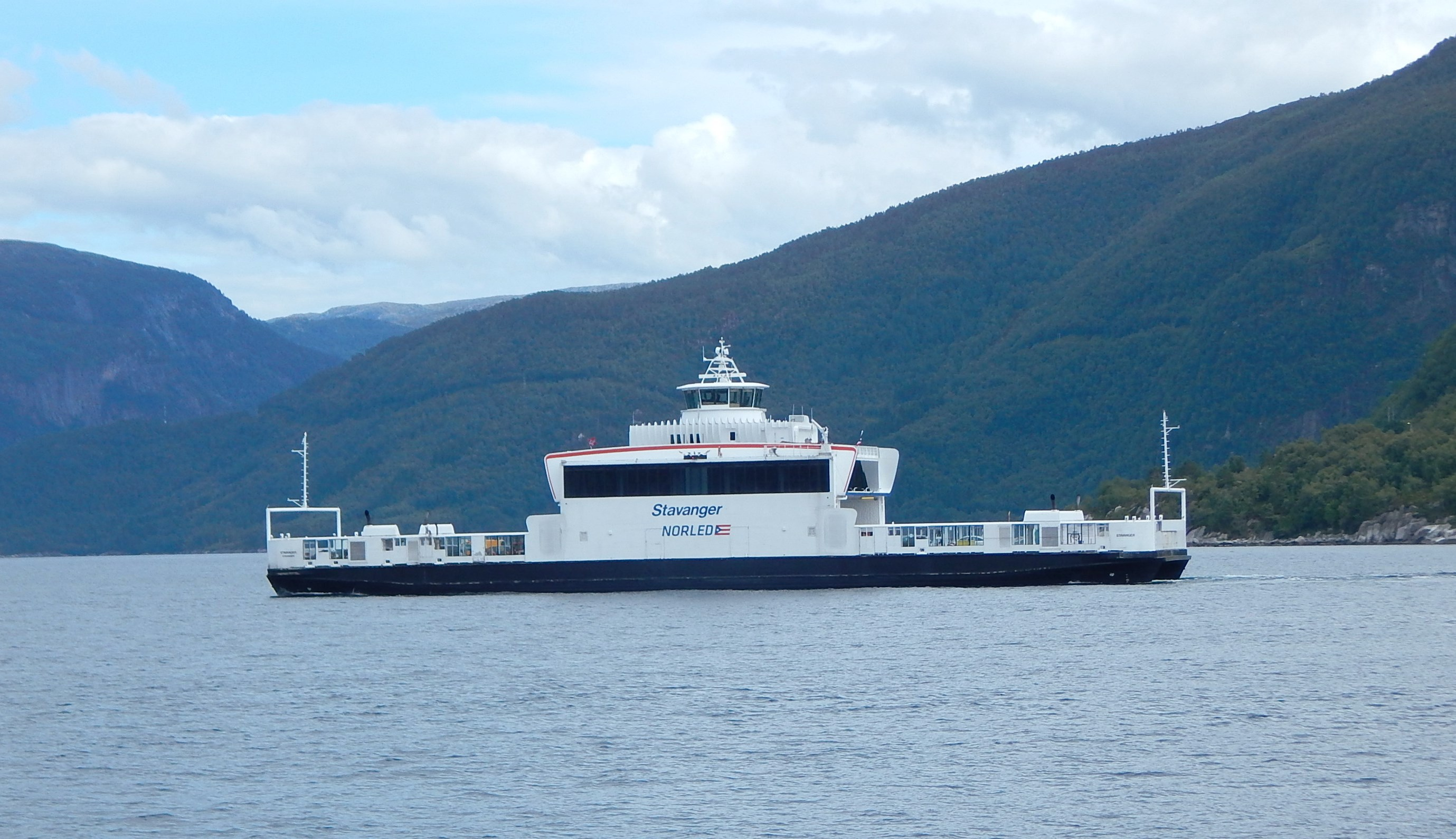
Veerboot tussen Lavik en Oppedal

Sogn og Fjordane kent nauwelijks doorgaande wegen. Het meeste verkeer verloopt noord-zuid, waarbij gebruik wordt gemaakt van veerverbindingen zoals tussen Lavik en Oppedal in de E39 over het Sognefjord. De belangrijkste oost-west verbinding in de provincie is Riksvei 5 die bij Lærdal aansluit op de Lærdalstunnel in de E 16. Een oude oost-westroute is de Sognefjellsweg. In het oosten van de provincie loopt nog Tindevegen, die echter in de winter gesloten is.
Behalve Flåmsbanen rijden er in Sogn og Fjorfdane geen treinen. Belangrijker is het vliegverkeer met regionale en lokale vliegvelden in Florø, Førde, Sandane en  Sogndal. Deze bieden verbindingen met Oslo en Bergen. In Stryn is nog een lokaal vliegveld gelegen, dat echter geen lijndiensten bedient.